# هوندا سي بي آر 250
هوندا سي بي أر 250(بالإنجليزية: Honda CBR250)‏ هي دراجة نارية من تصنيع هوندا.